# 490 f.Kr.

## Händelser

### Efter plats

#### Grekland
- Kung Dareios I av Persien skickar en expedition under Artafernes och Datis (från Medien) över Egeiska havet för att anfalla atenarna och eretrianerna. Atens åldrade före detta tyrann Hippias finns med på ett av de persiska fartygen och hoppas på att återta makten i staden.
- När de joniska grekerna i Mindre Asien gjorde uppror mot Persiska riket 499 f.Kr. gick Eretria med Aten och skickade hjälp till rebellerna. Därför gör Dareios stor affär av att straffa Eretria under denna invasion av Grekland. Staden plundras och bränns, varpå Dareios förslavar dess invånare. Han planerar att göra detsamma med Aten.
- En persisk armé på över 20.000 man råds av Hippias att landstiga i Marathonbukten, där de möter atenarna, understödda av plataiaierna. Perserna besegras av 11.000 greker under Kallimachos och Miltiades ledning i slaget vid Marathon. Omkring 6.400 perser stupar, medan endast 192 greker, däribland Atens krigsarkont Kallimachos. Efter slaget återvänder perserna hem.
  - Före slaget skickar atenarna löparen Feidippides att söka hjälp av Sparta. Spartanerna dröjer dock, eftersom de har religiösa krav (Karneia), som säger att de måste vänta till nästa fullmåne. Den grekiske historikern Herodotos, som är huvudkällan till uppgifterna om de grekisk-persiska krigen, omnämner Feidippides som sändebudet, som springer från Aten till Sparta för att be om hjälp, och sedan tillbaka, en sträcka på över 24 mil[1] åt vardera hållet.[2] Det sägs att hans sista ord, innan han kollapsar och faller död ner, är "Chariete nikomen" ("Var hälsade, vi har segrat").
- Kleomenes I tvingas fly från Sparta när hans komplott mot Demaratos upptäcks, men spartanerna tillåter honom att återvända, när han börjar samla en armé i de omkringliggande områdena. Han har dock vid det här laget hunnit bli galen, varför spartanerna spärrar in honom i fängelse, där han snart begår självmord. Han efterträds som kung av Sparta av en medlem ur Agiadätten, hans halvbror Leonidas.
- Atenarna påbörjar byggandet av ett tempel till Athena Parthenos ära (omkring detta år).

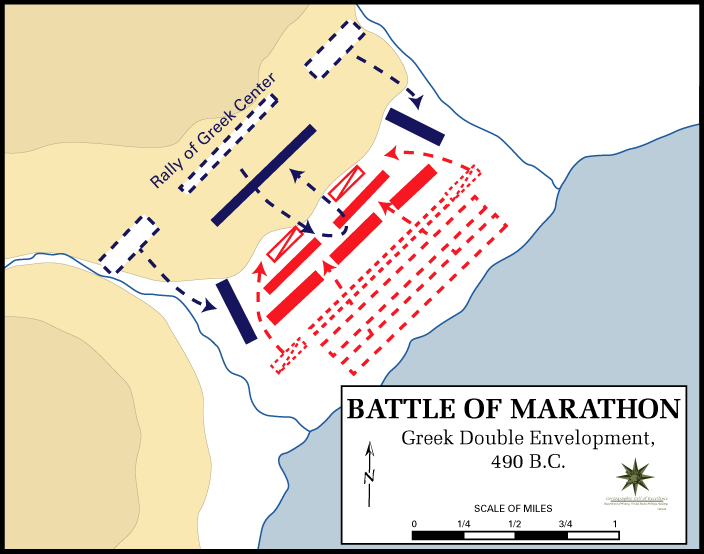
Karta över slaget vid Marathon

## Födda
- Empedokles, grekisk filosof (död cirka 430 f.Kr.) (född omkring detta år)
- Fidias, grekisk skulptör (död cirka 430 f.Kr.) (född omkring detta år)
- Zenon från Elea, grekisk filosof (död cirka 430 f.Kr.) (född omkring detta år)

## Avlidna
- 12 september – Feidippides, legendarisk grekisk budbärare efter slaget vid Marathon
- Hippias, före detta tyrann av Aten (död på Lemnos på väg tillbaka till Sardis efter persernas nederlag vid Marathon)
- Kallimachos, krigsarkont av Aten
- Kleomenes I, spartansk kung
- Appius Claudius Sabinus Inregillensis, halvlegendarisk grundare av den romerska Claudiska ätten
- Mahavira, indisk vishetslärare och grundare av jainismen